# Урдома
Урдома́ — рабочий посёлок в Ленском районе Архангельской области на левом берегу Вычегды. Административный центр Урдомского городского поселения. Крупная грузо-пассажирская железнодорожная станция Сольвычегодского отделения Северной железной дороги на линии «Котлас — Воркута».

## История
Железнодорожная станция Урдома была основана в 1941 г. на левом берегу Вычегды, в месте впадения реки Нянда в реку Верхняя Лупья. Название на станцию было перенесено от старого погоста Урдома, который находился на противоположном, правом берегу Вычегды. На месте погоста Урдома сохранились до нашего времени остатки Воскресенской церкви, построенной в XIX веке. На территории бывшего погоста в Вычегду впадает речка У́рдомка протяжённостью 14 км, название населённого пункта происходит от этого гидронима.
17 апреля 1952 года создан Няндский сельсовет, как орган местного самоуправления, взявший на себя полномочия Урдомского сельсовета.
2 января 1963 года станция Урдома с ближайшими посёлками (Первомайский, Нянда, Задорожный, Песочный и Прорабский) получает новый статус — рабочий посёлок.
С 2004 года Урдома — административный центр Урдомского городского поселения.
| С-З |                        | Усть-Вымь (Старая Пермь) 167 км |                        | С-В |
| З   | Сольвычегодск ~ 130 км | Роза ветров                     | Яренск ~ 80 км         | В   |
| Ю-З | Устюг ~ 215 км         | Вятка ~ 516 км                  | Усть-Сысольск ~ 237 км | Ю-В |

## Топонимика
Название на рабочий посёлок, возникший (вначале как железнодорожная станция) в 1941 году на левом берегу Вычегды, перенесено с бывшего населённого пункта Урдома, села (погоста) и административного центра Урдомской волости, известного с начала XVII века и находившегося на правобережье Вычегды. На территории бывшего села Урдома впадает в Вычегду речка У́рдомка. Считается, что эта река до начала XX века называлась Урдома. Остальные топонимы (бывшее село, существующие рабочий посёлок и железнодорожная станция в нём, бывшие и существующие административно-территориальные и муниципальные единицы — Урдомская волость, Урдомской сельсовет, Урдомское городское поселение) получили название от реки, прямо или косвенно. Относительно происхождения её названия существует народно-этимологическая версия (от коми-зыр. ур ‘белка’ + рус. дома́, то есть «дома́ бе́лки», отсюда изображение белки на современном гербе и флаге посёлка) и как минимум пять научно обоснованных версий:
- от приб.-фин. *Urto/maa «Земля лесной охоты»;
- от коми *(В)урд/вом < ‘бурундук’ + ‘устье’;
- от перм. *Ur/ton «Безбеличье» («Место, где не водятся белки»).
- от общепермской основы *o ̯rd- с базовым значением ‘поставить стоймя’ (> ‘перегораживать’);
- от саам. urd ‘большое плоское плато или возвышенность’ и детерминанта -дом, распространённого на исторических мерянских землях и севернофинских территориях и трактуемого как ‘гора; возвышенный берег’.

## Географическое положение
Урдома расположена среди живописных хвойных лесов на левом берегу Вычегды в юго-восточной части Архангельской области в 30 км от границы с Республикой Коми, в месте впадения реки Нянды в реку Верхняя Лупья. Площадь территории посёлка составляет 9,9 км².
Ближайшие города расположены вблизи места впадения Вычегды в Северную Двину: Сольвычегодск, Коряжма, Котлас, Великий Устюг.

Природа Урдомы
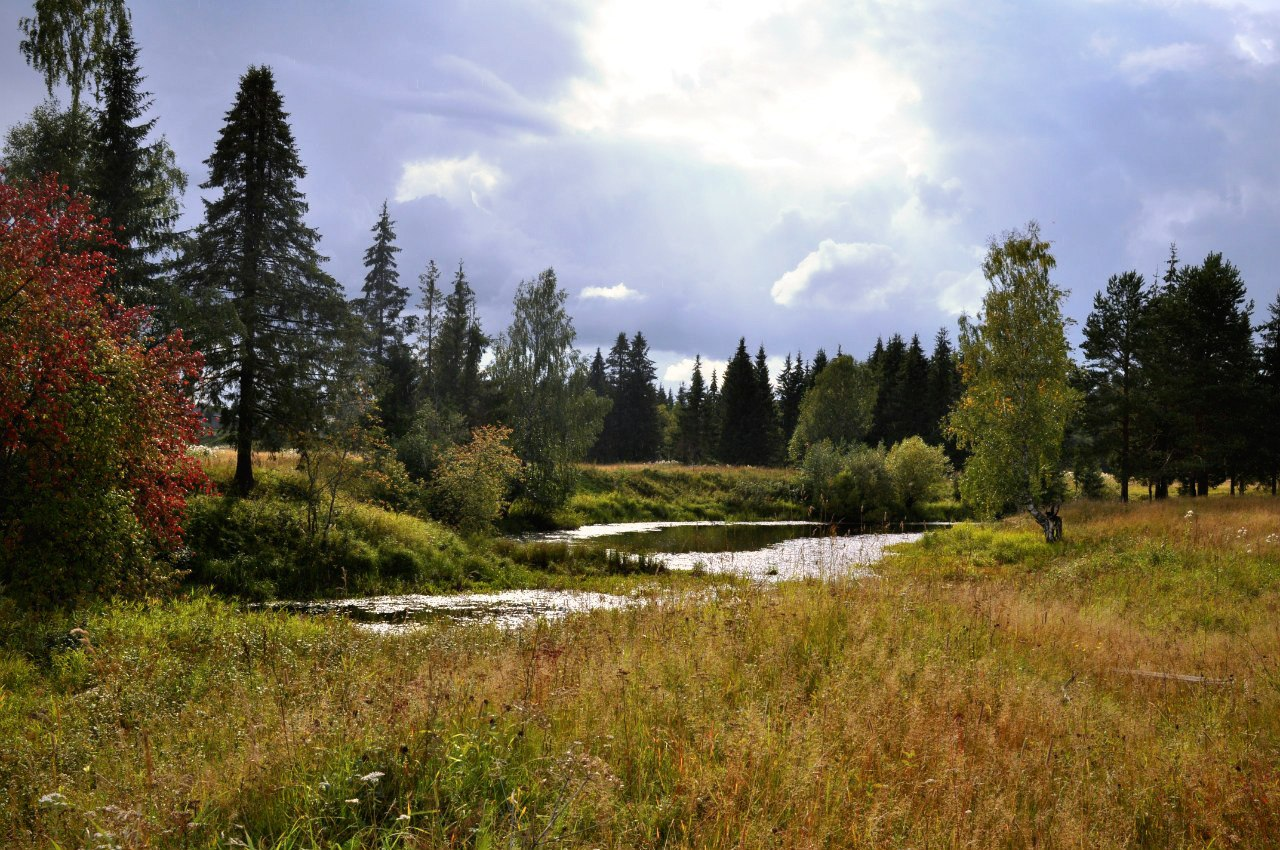
Няндское озеро
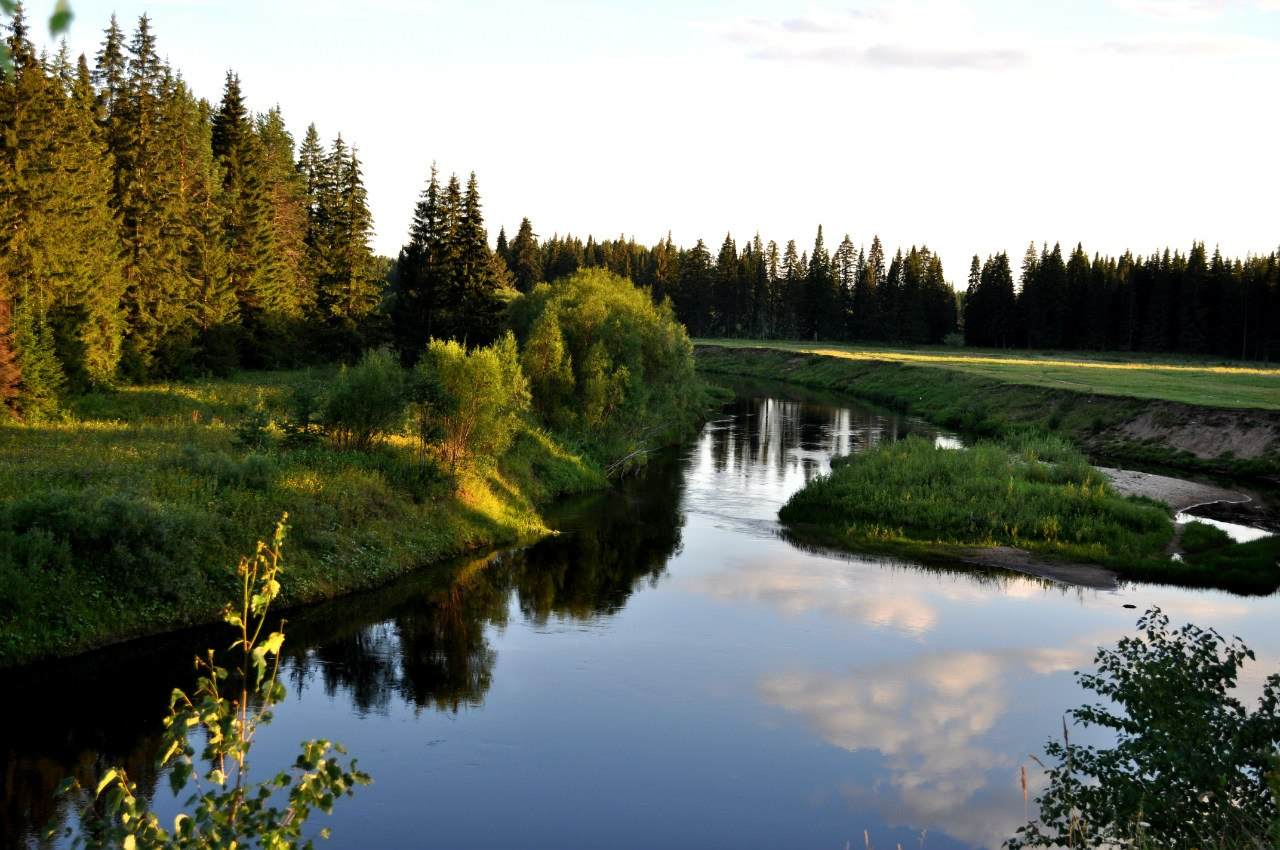
Река Верхняя Лупья

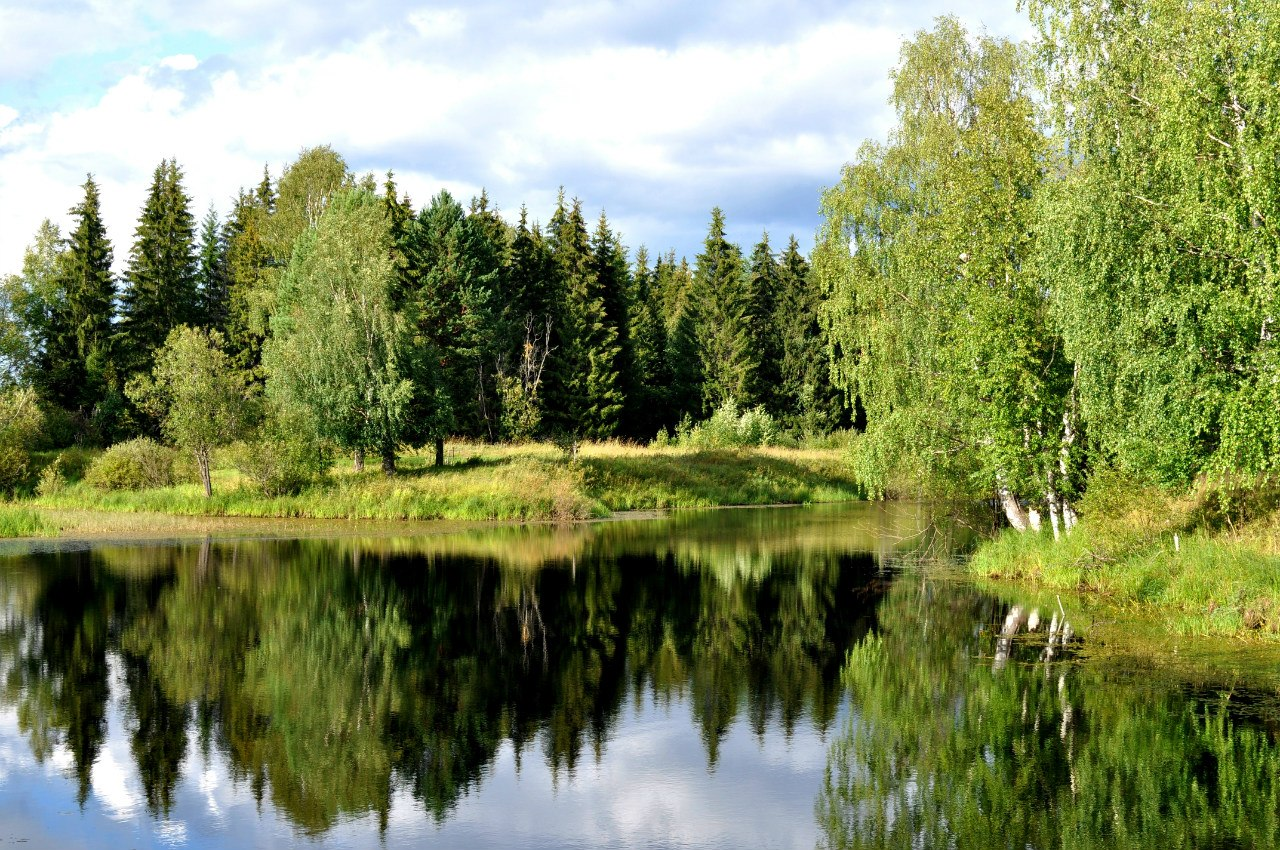
Гладь реки

## Население
| 1710  | 1970  | 1979  | 1989  | 2002  | 2009  | 2010  | 2011  | 2012  |
| ----- | ----- | ----- | ----- | ----- | ----- | ----- | ----- | ----- |
| 115   | ↗4235 | ↗5106 | ↘4998 | ↘4637 | ↘4501 | ↗4577 | →4577 | ↘4509 |
| 2013  | 2014  | 2015  | 2016  | 2017  | 2018  | 2019  | 2020  | 2021  |
| ↘4435 | ↘4420 | ↘4361 | ↘4266 | ↘4234 | ↘4226 | ↘4161 | ↘4116 | ↘4042 |
| 2023  |       |       |       |       |       |       |       |       |
| ↘3932 |       |       |       |       |       |       |       |       |

И всего в погосте Урдоме церковных причетников 4 двора людей в них мужеска полу 9 женска 11 человек да крестьянских и бобыльских 26 дворов людей в них мужеска полу 47 женска 48 человек
— Из переписной книги (1710 г.) города Яренска с уездом переписи стольника и воеводы Ивана Ивановича Немтинова 
В 1788 году при Урдомской Воскресенской церкви, которая относилась в то время к первому стану Сольвычегодского уезда (казённая деревня Кондаковская), числилось 618 человек, в 1868 г. — 792.
В настоящее время в Урдоме проживает 39,8 % населения Ленского района.
Национальный состав
По итогам переписи населения 2020 года проживали следующие национальности (национальности менее 0,1 % и другое, см. в сноске к строке «Другие»):
| Национальность | Численность, чел. | Доля     |
| -------------- | ----------------- | -------- |
| Русские        | 3928              | 97,18 %  |
| Украинцы       | 33                | 0,82 %   |
| Белорусы       | 9                 | 0,22 %   |
| Коми           | 8                 | 0,20 %   |
| Молдаване      | 7                 | 0,17 %   |
| Другие         | 57                | 1,41 %   |
| Итого          | 4042              | 100,00 % |

## Экономика и предприятия

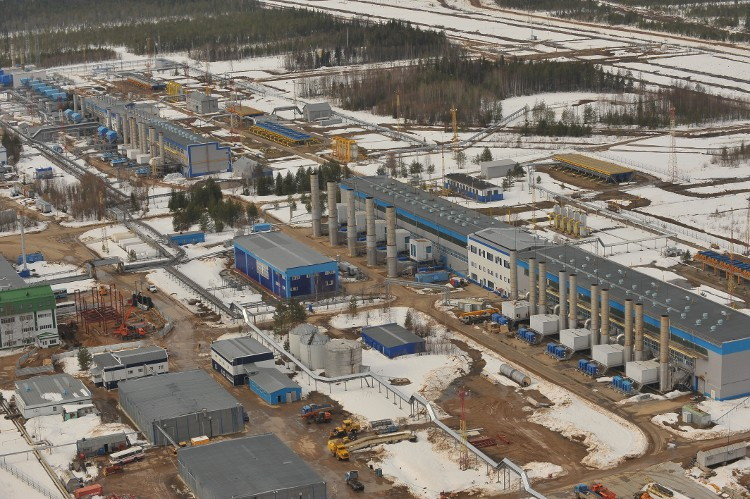
Газотранспортная система, эксплуатируемая корпорацией ООО «Газпром-трансгаз-Ухта», проходит через Урдому

Железная дорога
Лесозаготовка
Созданный в 1943 году, Верхнелупьинский леспромхоз в военные годы выполнял специальные военные заказы и поставлял лесоматериалы для народного хозяйства страны. В 1959 году управление леспромхоза перебазировалось из поселка Вандыш в посёлок Первомайский. В том же году был образован Урдомский лесопункт, была построена и работала до 2005 года Урдомская узкоколейная железная дорога
Газ
В настоящее время градообразующим предприятием Урдомы является газокомпрессорная станция Урдомское ЛПУМГ, филиал ООО «Газпром трансгаз Ухта».
Культура
В Урдоме с 14 апреля 2000 года издаётся еженедельная газета «Вечерняя Урдома» (выходит по пятницам, тираж 990 экземпляров). Работают детские сады, одна школа (МБОУ «УСШ»), дома культуры, дом творчества, музыкальная школа, студия звукозаписи.
Школа
В Урдоме́ действует средняя школа.

## Достопримечательности

### Церковь Воскресения Христова
По прошению прихожан и по благословению Онисифора, епископа Вологодского и Устюжского в 1823-м году было позволено построить новую каменную церковь на месте прежней деревянной (1738), пришедшей в ветхость.
Каменная Воскресенская церковь была построена в 1824 году и освящена в 1829 году. Двухэтажная с двумя приделами: в нижнем тёплом — во имя Чудотворца Николая Мирликийского, а в верхнем холодном — в честь Воскресенья Христова. Верхний холодный придел с колокольней, в одной связи с церковью, был построен в 1846 году и освящен по благословению Преосвященнейшего Евлампия, епископа Вологодского и Устюжского 8 июля 1850 года.
Церковь действовала до 28 октября 1929 года и была закрыта из-за «отказа верующих», после чего была использована как пересыльный пункт для спецпереселенцев (раскулаченных, выселенных с мест проживания с конфискацией имущества).
25 апреля 1930 года приказом ОГПУ № 130/63 было организовано Управление лагерями ОГПУ. Только за один 1930 год через эту церковь прошло несколько тысяч человек. Отсюда людей под конвоем через болота направляли в сторону реки Нянды. Там, где колонна останавливалась, люди рыли землянки и строили лагеря — бараки за колючей проволокой, которые потом местные жители так и называли — колоннами. В 1939 году рядом со спецпосёлком Нянда был организован лагерь для строителей Печорской железной дороги — 55-й лагпункт пятого отделения Севжелдорлага. С этого времени строится станция Урдома. Церковь на берегу Вычегды в Урдоме сохраняется в прежнем состоянии, как памятник ГУЛАГу.
3 ноября 2010 года в Нянде был установлен памятный камень с надписью: «1930 г. Памяти спецпереселенцев — основателей Нянды, давшим начало развитию п. Урдома. 2010 г.»

Урдома
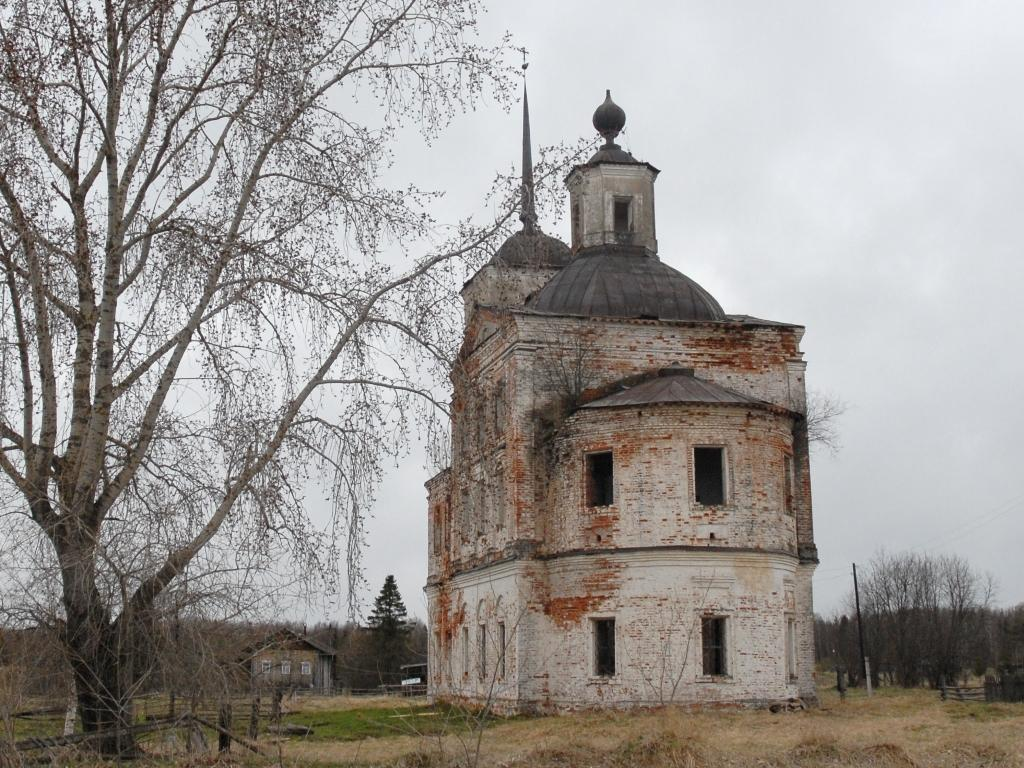
Воскресенская церковь на Вычегде в Урдоме
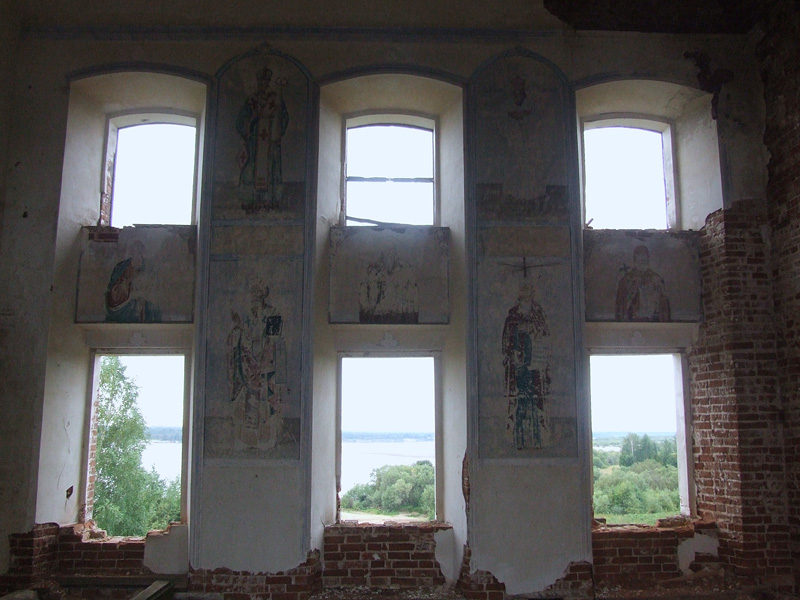
Фрагменты росписи стен

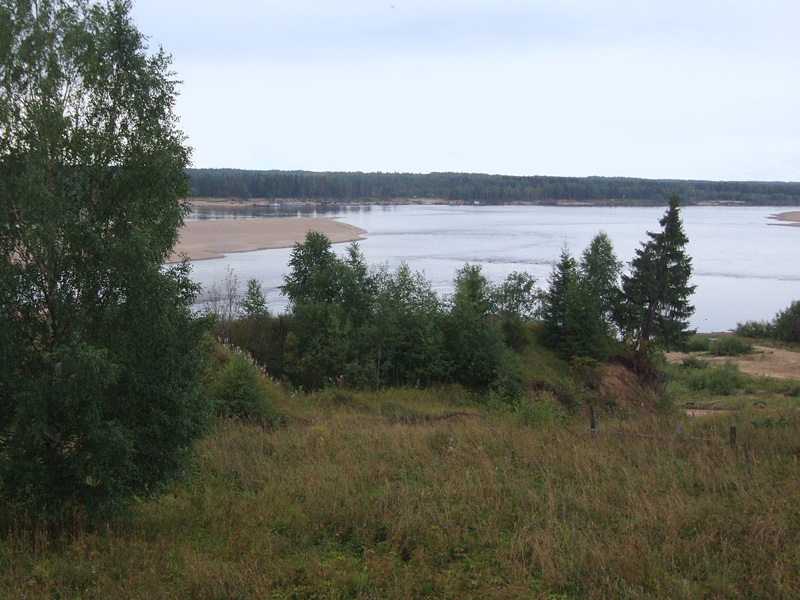
Река Вычегда из окон церкви
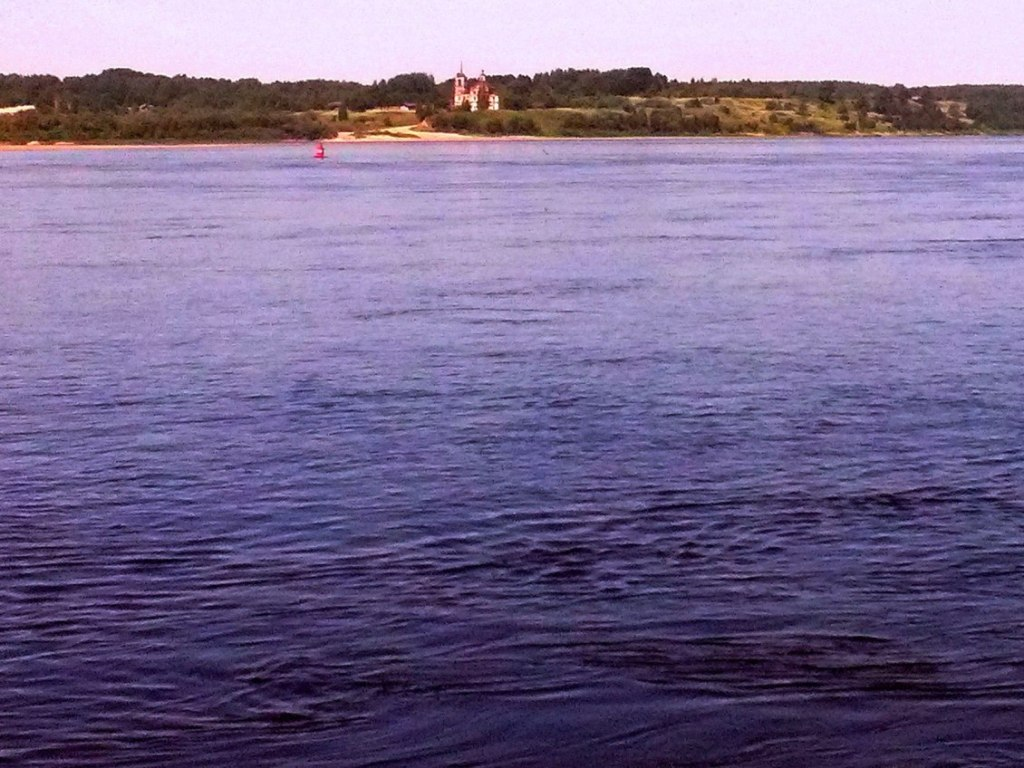
Вид на правый берег Вычегды

### Храм Казанской иконы Божией Матери

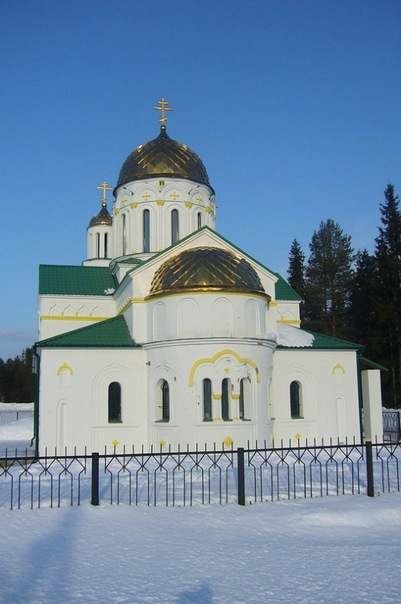
Храм Казанской иконы Божией Матери в Урдоме зимой

21 июля 1997 года был заложен и освящён закладной камень епископом Архангельским и Холмогорским Тихоном. ЦГФО
14 августа 1999 года святейшим Патриархом Алексием II храм был освящён в честь Казанской Иконы Божией Матери.

Эти лесные места видели немало страданий, их можно назвать Голгофой, поскольку тут погибли сотни и сотни человек, кто был сослан сюда, кто строил здесь железную дорогу. И теперь здесь в память о страданиях этих людей стоит великолепный храм…
— Из выступления Патриарха Алексий II
На территории церкви напротив колокольни установлены четыре деревянных поклонных креста: во имя всех репрессированных; в честь лесорубов, в честь железнодорожников и в честь газовиков и нефтяников. Одновременно с храмом построен большой двухэтажный каменный дом, в котором располагается гостиница для паломников на 12 человек.

### Законсервированные паровозы

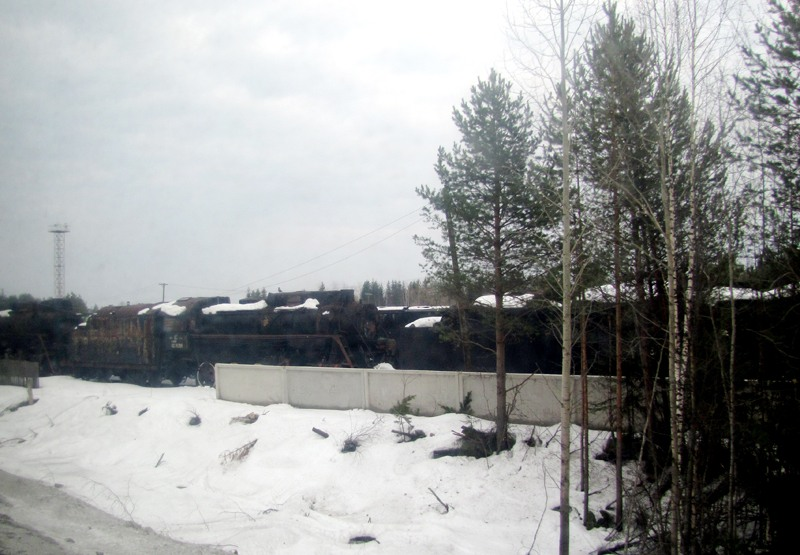
Законсервированные паровозы в Урдоме

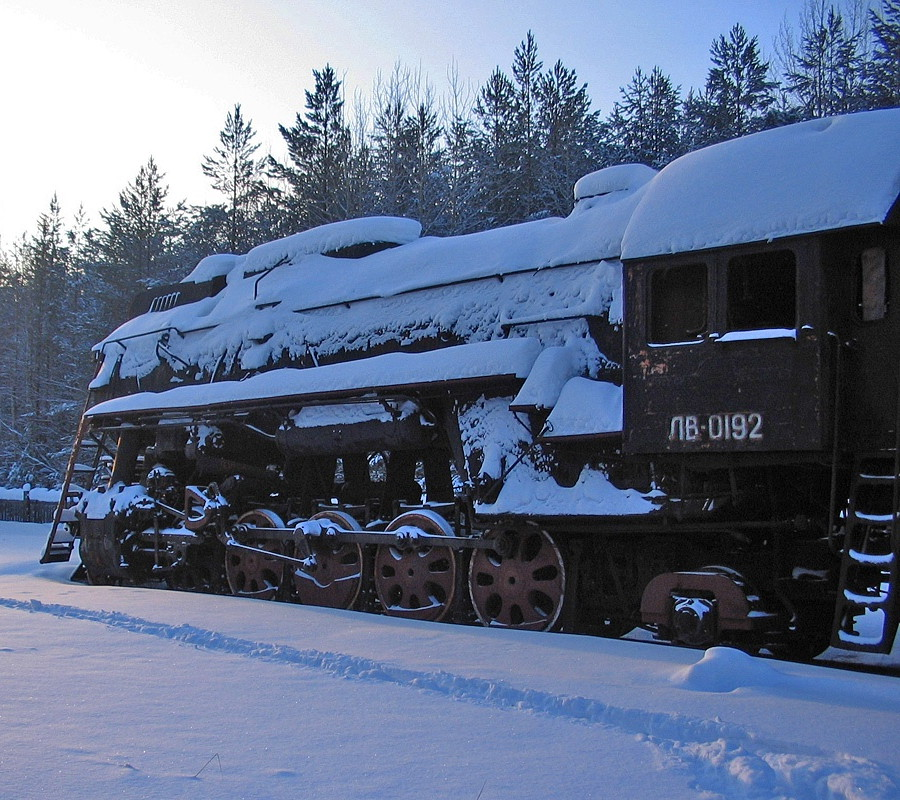
Паровоз ЛВ-0192 на базе запаса Урдома

Стратегический резерв железных дорог на случай войны — база запаса паровозов Урдомы — хорошо видна из окон проезжающих поездов. На базе хранятся паровозы серий Л и ЛВ производства Луганского завода:
- Л-0755, Л-0828, Л-0831, Л-1107
- Л-2094, Л-2180, Л-2198, Л-2365, Л-2368, Л-2382
- Л-3333, Л-3743, Л-3867
- Л-4460, Л-4544, Л-4546, Л-4720, Л-4721, Л-4724
- Л-5129 (памятник)
- Л-5169, Л-5215, Л-5224, Л-5244, Л-5248, Л-5249, Л-5250
- ЛВ-0182, ЛВ-0192, ЛВ-0214, ЛВ-0233 и ЛВ-0235

Строительство Печорской железной дороги (теперь Северной) сыграло огромную роль в развитии Северного края. Первый состав на паровозной тяге прибыл из Котласа на станцию Урдома 28 декабря 1940 г.
Неприхотливые и надёжные паровозы, созданные целым поколением инженеров и механиков железнодорожного транспорта, выполняли основной объём грузоперевозок вплоть до середины XX века.
В годы Великой Отечественной войны, когда нацистская Германия и её союзники захватили Донбасс, стало жизненно необходимым снабжение страны воркутинским углем, перевозки которого по Северной железной дороге осуществлялись, в том числе, и машинистами паровозного депо Урдомы.
В связи с переходом в середине 60-х годов Северной железной дороги на тепловозную тягу паровозы депо Урдомы были законсервированы.

### Документы
1. ↑  Решение Исполнительного комитета Архангельского областного Совета депутатов трудящихся № 2 от 2 января 1963 года «Об отнесении населенного пункта Урдома Няндского сельсовета Ленского района к категории рабочих поселков»

«Отнести населенный пункт Урдома Няндского сельсовета Ленского района к категории рабочих поселков, сохранив за ним прежнее название Урдома. Включить в черту рабочего поселка Урдома фактически слившиеся с ним поселки Первомайский, Нянда, Задорожный, Песочный и Прорабский…»— Гос. архив Архангельской области, ф. р-2063, оп. 1, д. 5933, лл. 9, 1 с.
2. ↑  Закон Архангельской области от 23.09.2004 г. № 258-внеоч.-ОЗ «О статусе и границах территорий муниципальных образований в Архангельской области.» Архивная копия от 4 июля 2015 на Wayback Machine

Статья 11.
Статусом городского поселения наделяется Урдомское (административный центр — рабочий поселок Урдома).
Статусом сельских поселений наделяются Козьминское (административный центр —- село Козьмино), Сафроновское (административный центр — село Яренск), Сойгинское (административный центр —- деревня Белопашино).— Опубликовано в газете «Волна» от 8—14 октября 2004 года № 38 (900)